# Правовий дилетантизм
Правовий дилетантизм — вільне поводження із законом (поверхове або неадекватне тлумачення правових норм, відсутність системного підходу при їх оцінці тощо) або з оцінкою юридичної ситуації, що в цілому обумовлено легковажним ставленням до права. Особливої небезпеки ця форма може набути в разі тиражування таких підходів через засоби масової інформації (наприклад, всупереч дії презумпції невинуватості твердження про визнання особи до судового рішення винною у вчиненні злочину).
Правовий дилетантизм суміжний з правовим інфантилізмом.